# Mechanicsburg (Illinois)
Mechanicsburg es una villa ubicada en el condado de Sangamon en el estado estadounidense de Illinois. En el Censo de 2010 tenía una población de 590 habitantes y una densidad poblacional de 212,7 personas por km².

## Geografía
Mechanicsburg se encuentra ubicada en las coordenadas 39°47′54″N 89°24′47″O / 39.79833, -89.41306. Según la Oficina del Censo de los Estados Unidos, Mechanicsburg tiene una superficie total de 2,77 km², de la cual 2,77 km² corresponden a tierra firme y (0%) 0 km² es agua.

## Demografía
Según el censo de 2010, había 590 personas residiendo en Mechanicsburg. La densidad de población era de 212,7 hab./km². De los 590 habitantes, Mechanicsburg estaba compuesto por el 99,32% blancos, el 0% eran afroamericanos, el 0% eran amerindios, el 0,34% eran asiáticos, el 0% eran isleños del Pacífico, el 0% eran de otras razas y el 0,34% pertenecían a dos o más razas. Del total de la población el 0,51% eran hispanos o latinos de cualquier raza.